# ميخائيل شميت (كاتب)
ميخائيل شميت (بالإنجليزية: Michael Schmidt)‏ هو كاتب وشاعر أمريكي، ولد في 2 مارس 1947.

## وصلات خارجية
- الموقع الرسمي